# Марті Роббінс
Марті Роббінс (уроджений Мартін Девід Робінсон; нар. 26 вересня 1925, Глендейл, Марікопа, Аризона, США — пом. 8 грудня 1982, Нашвілл, США) — американський співак, автор пісень, мультиінструменталіст і гонщик NASCAR.
Роббінс був одним із найпопулярніших і найуспішніших кантрі- та вестерн-співаків протягом майже чотирьох десятиліть своєї кар'єри, яка тривала з кінця 1940-х до початку 1980-х років. Роббінс також був піонером жанру outlaw country.

## Життєпис
Роббінс народився в Глендейлі, штат Арізона. Грати на гітарі вчився самотужки під час служби у ВМС США під час Другої світової війни, а згодом здобув популярність, виступаючи в клубах свого рідного міста та його околиць.
У 1952 році випустив свою першу № 1 за популярністю кантрі-пісню «I'll Go On Alone». Через чотири роки він випустив свій другий хіт № 1 «Sing the Blues», а через рік випустив ще два хіти: «A White Sport Coat» та «The Story of My Life».
У 1959 році Роббінс випустив свою фірмову пісню «El Paso», за яку він отримав премію «Греммі» за найкращий запис кантрі та вестерну. Ця пісня поклала початок асоціації Роббінса із західною баладою, стиль музики, який став основним елементом його кар 'єри.